# Semenogelina
La semenogelina (Sg) es una proteína que forma parte del plasma seminal del semen y es secretado por las vesículas seminales. Una vez eyaculado el líquido seminal, las semenogelinas se entrelazan químicamente gelando el semen y aumentando su viscosidad. De esta manera, si el semen es eyaculado durante el coito, se retienen a los espermas en una matriz de gel que se adhiere al cuello uterino y a las paredes en el fondo de la vagina.
Existen dos variedades de la proteóna: semenogelina I (Sg I) y semenogelina II (Sg II). Los estudios han mostrado que existen similares cantidades de ambas proteínas en el plasma seminal.
Se ha demostrado la presencia de semenogelina en otros tejidos como los vasos deferentes y en la retina humana.
La semenogelina y el antígeno prostático específico (PSA) son marcadores para identificar los restos de semen en las investigaciones relacionadas con delitos sexuales.

## Función

### Gelación
Una vez eyaculado el semen, la semenogelina participa en la formación de una matriz de gel que encierra a los espermatozoides eyaculados en el semen, evitando la capacitación y gelando el plasma seminal. Bloquea la capacitación principalmente a través de la inhibición de la generación de especies reactivas de oxígeno (ROS).

### Licuefacción
Unos veinte minutos luego de la eyaculación, a través de la proteólisis por antígeno prostático específico (siglas en inglés, PSA) se descompone la matriz de gel y permite a los espermatozoides aumentar su motilidad. Los productos de escisión de las semenogelinas constituyen los principales componentes antibacterianos en el plasma seminal humano.
La semenogelina también participa en la fertilización de los óvulos en el aparato genital femenino mediante la reducción de respuestas inmunes contra los espermas. Tiene efectos supresores en las respuestas inmunes mediadas por las células T y la producción de inmunoglobulina.